# Langnau am Albis
Langnau am Albis is een gemeente en plaats in het Zwitserse kanton Zürich, en maakt deel uit van het district Horgen.
Langnau am Albis telt 6834 inwoners.

## Overleden
- Nanny von Escher (1855-1932), schrijfster